# 永平里 (臺中市)
永平里，是臺灣臺中市太平區所轄的里。面積0.239平方公里，人口4813人。北以東平路與東平里毗連，東隔建興北路、中興東路臨成功里，南界中政里，西鄰中興里。

## 里名由來
以境內之主要道路「永平路」命名。

## 歷史沿革
永平里民國時期屬東平村管轄，民國69年（1980年）9月，劃東平村南半部置中興村；民國85年（1996年）8月1日，隨太平鄉升格為縣轄市太平市，中興村改制為中興里。民國94年（2005年）8月，行政區再次調整，中興里析出里境東側置永平里。

### 書籍
- 國立臺灣師範大學地理學系，《臺灣地名辭書》卷十二《臺中縣》第二冊，國史館臺灣文獻館。ISBN 9789860105742

## 外部連結
- 臺中市太平區公所 （页面存档备份，存于）